# 平賀周

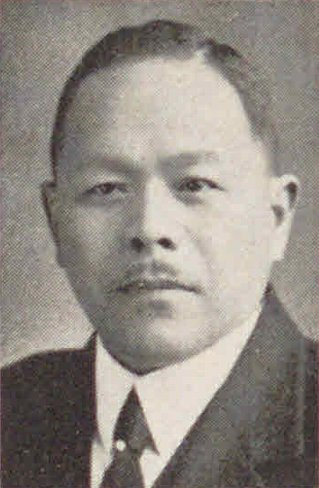
平賀周

平賀 周（ひらが しゅう、1882年（明治15年）7月21日 - 1957年（昭和32年）9月12日）は、日本の政治家、弁護士、内務官僚。衆議院議員（1期）、官選石川県知事（官選第30代）。

## 経歴
千葉県出身。平賀藤右衛門の二男として生まれる。第二高等学校を卒業。1908年11月、文官高等試験行政科試験に合格。1909年、東京帝国大学法科大学英法科を卒業して内務省に入省し秋田県属となる。
以後、茨城県事務官、奈良県警察部長、警察講習所教授、兼内務省参事官、宮城県警察部長、山形県内務部長、大分県内務部長、大阪府内務部長、内務監察官などを歴任。
その後退官し弁護士となり、国技館取締役、日本大学大阪分校教授兼学監も務めた。1928年2月、第16回衆議院議員総選挙に大阪府第一区から立憲政友会の所属で出馬して当選し、衆議院議員を一期務めた。
1931年12月、犬養内閣が成立すると石川県知事に登用されたが、1932年5月、五・一五事件で犬養毅首相が暗殺され翌月6月28日、知事を休職となった。
その後、大阪昭和相互住宅株式会社詐欺事件で有罪となる。これにより正五位返上を命じられ、勲四等及び第一回国勢調査記念章、帝都復興記念章、大礼記念章（大正/昭和）を褫奪された。

## 著作
- 『警察行政法』帝国地方行政学会、1923年。
- 『満洲国と北支の新情勢』日本商工倶楽部、1936年。